# Sestre

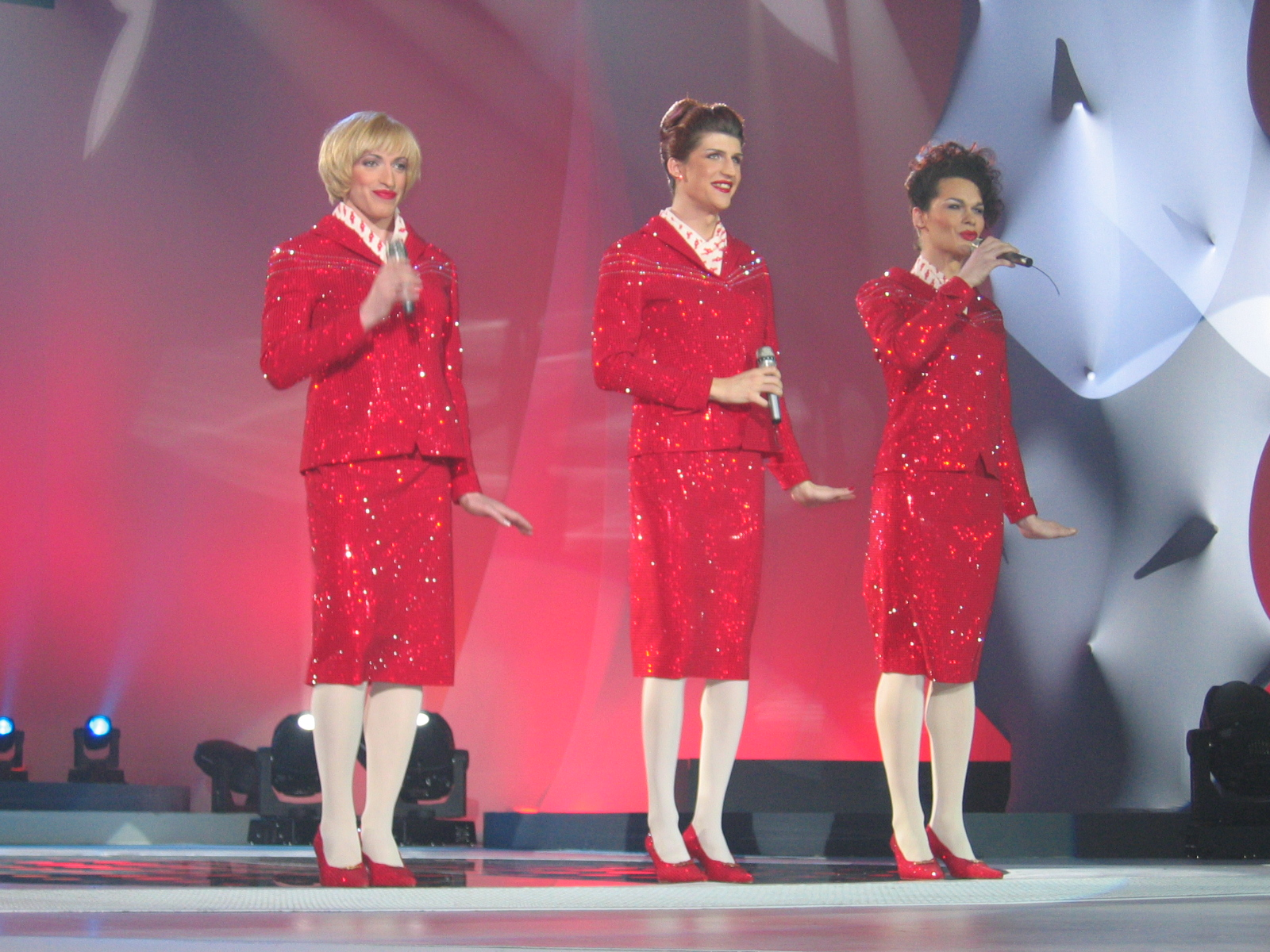
Sestre en 2005.

Sestre est un groupe de musique pop composé de trois drag queens slovènes. Il est connu pour avoir représenté la Slovénie au Concours Eurovision de la chanson 2002 avec sa chanson Samo ljubezen (en), dans lequel il finit à la treizième place avec 33 points.

## Discographie
Album
Singles
- 2002 : Samo ljubezen (en)
- Aladin